# Miss Grand Malaysia 2018
Miss Grand Malaysia 2018 será la 2° edición del certamen Miss Grand Malaysia y se realizará el 22 de mayo de 2018 en Grand Pacific Ballroom, Evolve Concept Mall, Petaling Jaya, Selangor. Veinticuatro candidatas de toda la Malaysia competirán por el título nacional, obteniendo el derecho de representar al país en Miss Grand Internacional 2018. Al final del evento Sanjeda John Miss Grand Malaysia 2017 coronó a su sucesora, Debra Jeanne Poh y ella representó a Malaysia en el Miss Grand Internacional 2018 realizado en Myanmar, pero no calificaron.
Del grupo de finalistas, los representantes fueron elegidos para los concursos: Miss Grand Internacional, Miss Intercontinental, Miss Global y muchos otros concursos de belleza internacionales. La noche final y concurso nacional de disfraces se transmitieron en vivo y en  vivo en la red NTV7 y Facebook.

## Resultados

### Colocación
| Posiciones                | Candidata |
| ------------------------- | --- |
| Miss Grand Malaysia 2017  | - Sarawak - Debra Jeanne Poh |
| Primera Finalista         | - Sabah - Kate Cantwell |
| Segunda Finalista         | - Sabah - Scarlett Megan Liew |
| Tercera Finalista         | - Kuala Lumpur - Taanusiya Veerapandian |
| Cuarta Finalista          | - Sarawak - Rachel Chin |
| Semifinalistas (Top 7)    | - Kuala Lumpur – Jaspreet Kaur - Kuala Lumpur – Lekha Nadarajan                                                                                     |
| Cuartofinalistas (Top 12) | - Sarawak – Caithlin Supang - Sarawak – Ellna Jiway - Kuala Lumpur – Khai Chin - Kuala Lumpur – Nanthini Nadarajah - Kuala Lumpur – Rheanna Deandra |

### Premios especiales
| Premios                                                | Candidata                                                                        |
| ------------------------------------------------------ | -------------------------------------------------------------------------------- |
| Miss redes sociales                                    | - Sabah - Kate Cantwell                                                          |
| Mejor en traje de baño                                 | - Sabah - Scarlett Megan Liew                                                    |
| Mejor en traje de gala                                 | - Sarawak - Rachel Chin                                                          |
| Miss Voto Popular (por público)                        | - Sabah - Scarlett Megan Liew                                                    |
| Miss Voto Popular (por (por la organización)           | - Kuala Lumpur – Jaspreet Kaur                                                   |
| El Director Nacional Premio a la Excelencia de Defensa | - Sarawak - Debra Jeanne Poh - Sabah - Kate Cantwell - Sarawak – Caithlin Supang |

## Selección
El formato de comodín se basa en las decisiones tomadas por el director nacional de Miss Grand Malaysia, Jude Benjamin, quien seleccionaría a los posibles concursantes considerados con gran potencial y que merecen la oportunidad para cada estado en Miss Grand Malaysia 2018.

## Candidatas
| Estados             | Colocación Estatal | Candidata              | E  | A      | Residencia    | R     |
| Concursos Estatales |                    |                        |    |        |               |       |
| Kuala Lumpur        | Ganadora           | Taanusiya Veerapandian | 18 | 1,71 m | Cheras        | [ 3 ] |
| Kuala Lumpur        | 1ª Finalista       | Audrey Wong            | 24 | 1,67 m | Penang        | [ 3 ] |
| Kuala Lumpur        | 2ª Finalista       | Erma Masilla Kotiu     | 27 | 1,65 m | Kota Belud    | [ 3 ] |
| Kuala Lumpur        | Comodín            | Nanthini Nadarajah     | 21 | 1,72 m | Klang         | [ 3 ] |
| Kuala Lumpur        | Comodín            | Sivasakti Alexander    | 19 | 1,67 m | Kuala Lumpur  | [ 3 ] |
| Kuala Lumpur        | Comodín            | Kai Chin               | 22 | 1,67 m | Kuala Lumpur  |       |
| Malacca             | Ganadora           | Valentina Monteiro     | 22 | 1,70 m | Melaka        |       |
| Malacca             | 1ª Finalista       | Cherlyn Ong            | 23 | 1,65 m | Melaka        |       |
| Malacca             | Comodín            | Arthi Ganesen          | 21 | 1,75 m | Seremban      |       |
| Malacca             | Comodín            | Claire Easter Rigis    | 23 | 1,65 m | Shah Alam     |       |
| Sabah               | Ganadora           | Scarlett Megan Liew    | 23 | 1,73 m | Kota Marudu   |       |
| Sabah               | 1ª Finalista       | Kate Cantwell          | 20 | 1,69 m | Kota Kinabalu |       |
| Sabah               | 2ª Finalista       | Debra Jeanne Poh       | 22 | 1,71 m | Labuan        |       |
| Sabah               | Comodín            | Cynthia Avat Aing      | 23 | 1,67 m | Kota Kinabalu |       |
| Sarawak             | Ganadora           | Theresa Lieyshar Seri  | 20 | 1,71 m | Sarikei       | [ 2 ] |
| Sarawak             | 1ª Finalista       | Rachel Chin Jia Ning   | 19 | 1,65 m | Lawas         | [ 2 ] |
| Sarawak             | Comodín            | Caithlin Supang        | 19 | 1,65 m | Samarahan     | [ 2 ] |
| Sarawak             | Comodín            | Ellna Jiway            | 24 | 1,65 m | Simunjan      | [ 2 ] |
| Sarawak             | Comodín            | Maydinia Mino          | 20 | 1,66 m | Limbang       | [ 2 ] |
| Comodín Nacional    |                    |                        |    |        |               |       |
| Kuala Lumpur        | Comodín            | Jaspreet Kaur          | 25 | 1,71 m | Kuala Lumpur  |       |
| Selangor            | Comodín            | Nisha Suwandy          | 19 | 1,65 m | Beranang      |       |
| Kuala Lumpur        | Comodín            | Lekha Nadarajan        | 25 | 1,68 m | Kuala Lumpur  |       |
| Penang              | Comodín            | Shanggaree Baskaran    | 23 | 1,69 m | George Town   |       |
| Kuala Lumpur        | Comodín            | Rheanna Deandra        | 17 | 1,73 m | Kuala Lumpur  |       |